# 陈坚 (1961年)
陈坚（1961年6月—），云南昆明人，中华人民共和国政治人物。武汉水利电力学院水利水电工程建筑专业本科学历。
1982年8月，陈坚参加工作，先在电力工业部昆明勘测设计院任职，期间曾挂职罗平县科技副县长。1997年10月，历任云南省开发投资有限公司投资二部副经理、经理，投资部经理。2001年11月，历任云南省水利厅副厅长、厅长。2017年1月，改任中共大理州委书记。2019年12月24日，因洱海生态保护工作不力受卿诫勉问责。任期内大理市还发生过违法扣押征用防疫口罩事件，但本人未被问责。2021年4月，改任云南省人民政府参事。2022年4月，涉嫌严重违纪违法，接受纪律审查和监察调查。2023年2月，开除党籍和公职。